# Vincenzo Mazzeo
Vincenzo Mazzeo (Ründeroth, 14 dicembre 1968) è un allenatore di calcio ed ex calciatore italiano, di ruolo centrocampista.

## Carriera

### Calciatore
È nato in Germania, ma è sempre vissuto a Caprarica di Lecce, paese di cui è originario.
Nella sua lunga carriera, trascorsa prevalentemente nelle serie inferiori militando in ben 13 differenti squadre, ha collezionato 22 presenze in Serie A con le maglie di Verona e Cagliari. Ha esordito in Serie A allo Stadio Del Duca di Ascoli Piceno il 17 settembre 1989 in Ascoli-Verona (1-1). Nel 1999 nelle file del Brescia ha giocato solo due incontri di Coppa Italia.

### Allenatore
Da allenatore ha cominciato nel settore giovanile del Lecce, allenando nel 2005-2006 nella scuola calcio, nel 2006-2007 gli esordienti prima fascia e nel 2007-2008 gli esordienti seconda fascia. Nel 2008-2009 ha guidato i giovanissimi nazionali e nel 2009-2010 la formazione Primavera.
Nel 2011 ha allenato le giovanili dell'Honvéd, in Ungheria.
Rientrato in Puglia, nel 2012 ha allenato l'Ostuni. Nel 2015 ha guidato dei giovanissimi regionali della Corvino Academy soccer, con cui ha vinto il titolo di campione regionale. Nel 2016 è stato alla guida del Salento Football Leverano, in Promozione, mentre nell'agosto 2018 è stato chiamato ad allenare la formazione Under-15 del Lecce e poi, dal 2022 al 2024, la formazione Under-17 del club del capoluogo salentino del Lecce. Nel luglio 2024 è stato ingaggiato dal Città di Otranto, in Promozione, con cui ottiene il secondo posto e perde la finale dei play-off. Nel luglio 2025 ha firmato per la Pro Italia Galatina.

## Palmarès

### Giocatore

#### Competizioni nazionali
- Serie C1: 2

Perugia: 1993-1994
Lecce: 1995-1996
- Serie C2: 1

Casarano: 1987-1988